# Morti nel 1464
| Questa pagina contiene informazioni ricavate automaticamente dalle voci biografiche con l'ausilio del template Bio e di un bot. L'aggiornamento è periodico e automatico e ricostruisce completamente la pagina. Se manca una persona in questa lista, sei pregato di non aggiungerla, ma accertati piuttosto che la sua voce biografica contenga il template Bio e che i dati anagrafici siano correttamente compilati. Se il template Bio manca, inseriscilo tu stesso o, in alternativa, metti l'avviso {{tmp\|Bio}} che ne segnala la mancanza. Se i dati riportati sono sbagliati, correggi direttamente la voce biografica; le modifiche saranno visibili in questa lista entro pochi giorni. Per chiarimenti vedi il progetto biografie. La lista contiene solo le 42 persone che sono citate nell'enciclopedia e per le quali è stato implementato correttamente il template Bio. Pagina aggiornata al 10 ago 2025. |

- 1º gennaio - Johann von Eych, cardinale e vescovo cattolico tedesco
- 16 gennaio - Desiderio da Settignano, scultore italiano
- 19 gennaio - Giovanni IV del Monferrato, marchese (n. 1412)
- 9 febbraio - Bernardo II di Brunswick-Lüneburg, nobile e vescovo tedesco
- 23 febbraio - Zhengtong, imperatore cinese (n. 1427)
- 8 marzo - Caterina Poděbrady, sovrana ungherese (n. 1449)
- 15 maggio - Henry Beaufort, III duca di Somerset, condottiero inglese (n. 1436)
- 25 maggio - Carlo I di Nevers, nobile (n. 1414)
- 18 giugno - Rogier van der Weyden, pittore fiammingo
- 12 luglio - Giovanni da Marostica, vescovo cattolico italiano
- 1º agosto - Cosimo de' Medici, politico e banchiere italiano (n. 1389)
- 6 agosto - Andrea Bondumier, patriarca cattolico italiano
- 11 agosto - Nicola Cusano, cardinale, teologo e filosofo tedesco (n. 1401)
- 14 agosto - Papa Pio II, papa, vescovo cattolico e cardinale italiano (n. 1405)
- 21 agosto - Louis d'Estouteville, militare e nobile francese (n. 1400)
- 23 agosto - Maso Finiguerra, incisore italiano (n. 1426)
- 4 settembre - Everso II degli Anguillara, condottiero italiano
- 7 settembre - Federico II di Sassonia, principe (n. 1412)
- 26 settembre - Benedetto Accolti il Vecchio, umanista italiano (n. 1415)
- 4 novembre - Bartolomeo Malipiero, vescovo cattolico italiano
- 16 novembre - Giovanni l'Alchimista, nobile tedesco (n. 1406)
- 19 novembre - Gregorio Correr, patriarca cattolico e letterato italiano (n. 1409)
- 23 novembre - Margherita di Savoia, religiosa italiana (n. 1390)
- 2 dicembre - Bianca di Trastámara, principessa spagnola (n. 1424)
- 13 dicembre - Pietro di Foix, arcivescovo cattolico, cardinale e religioso francese (n. 1386)
- Vittoria Colonna Malatesta, nobile italiana (n. 1407)
- Giovanni della Grossa, scrittore italiano (n. 1388)
- Domenico da Capodistria, architetto e scultore
- Cristoforo Foschi, architetto italiano
- Moisi Golemi, nobile albanese
- Ibrahim II di Karaman, politico ottomano
- Niccolò II Malatesta, condottiero italiano
- Antonio da Pratovecchio, giurista italiano (n. 1380)
- Ralph Percy, britannico
- Giovanni Petrucci, giurista italiano (n. 1390)
- Alberto II Pio di Savoia, religioso e condottiero italiano
- Bernardo Rossellino, architetto e scultore italiano (n. 1409)
- Ugo di Savoia, principe (n. 1464)
- Silvestro Siropulo, diplomatico, funzionario e scrittore bizantino (n. 1400)
- Guillaume de Vorilong, teologo francese
- Marie d'Harcourt, nobile francese (n. 1420)
- Rodolfo IV da Varano, politico e condottiero italiano